# Hectorita
L'hectorita és un mineral de la classe dels silicats que pertany al grup de la smectita. Va ser anomenada en honor de la localitat d'Hector, a Califòrnia, on va ser descoberta.

## Característiques
L'hectorita és un fil·losilicat de fórmula química Na0.3(Mg,Li)₃(Si₄O10)(F,OH)₂·nH₂O. Cristal·litza en el sistema monoclínic. La seva duresa a l'escala de Mohs és d'1 a 2.
Segons la classificació de Nickel-Strunz, l'hectorita pertany a «09.EC - Fil·losilicats amb plans de mica, compostos per xarxes tetraèdriques i octaèdriques» juntament amb els següents minerals: minnesotaïta, talc, wil·lemseïta, ferripirofil·lita, pirofil·lita, boromoscovita, celadonita, chernykhita, montdorita, moscovita, nanpingita, paragonita, roscoelita, tobelita, aluminoceladonita, cromofil·lita, ferroaluminoceladonita, ferroceladonita, cromoceladonita, tainiolita, ganterita, annita, ephesita, hendricksita, masutomilita, norrishita, flogopita, polilitionita, preiswerkita, siderofil·lita, tetraferriflogopita, fluorotetraferriflogopita, wonesita, eastonita, tetraferriannita, trilitionita, fluorannita, xirokxinita, shirozulita, sokolovaïta, aspidolita, fluoroflogopita, suhailita, yangzhumingita, orlovita, oxiflogopita, brammal·lita, margarita, anandita, bityita, clintonita, kinoshitalita, ferrokinoshitalita, oxikinoshitalita, fluorokinoshitalita, beidel·lita, kurumsakita, montmoril·lonita, nontronita, volkonskoïta, yakhontovita, saponita, sauconita, spadaïta, stevensita, swinefordita, zincsilita, ferrosaponita, vermiculita, baileyclor, chamosita, clinoclor, cookeïta, franklinfurnaceïta, gonyerita, nimita, ortochamosita, pennantita, sudoïta, donbassita, glagolevita, borocookeïta, aliettita, corrensita, dozyïta, hidrobiotita, karpinskita, kulkeïta, lunijianlaïta, rectorita, saliotita, tosudita, brinrobertsita, macaulayita, burckhardtita, ferrisurita, surita, niksergievita i kegelita.

## Formació i jaciments
L'hectorita va ser descoberta a la mina Hector Bentonite No. 1, a Hector (Califòrnia, Estats Units) com a producte d'alteració de la clinoptilotita derivada de tuf i cendra volcànics amb un alt contingut de vidre, relacionats amb l'activitat de fonts termals.
També ha estat descrita al Brasil, França i Namíbia.